# Tour de La Provence 2023
Le Tour de La Provence 2023 est la 8e édition de cette course cycliste sur route par étapes masculine. Initialement prévu du 9 au 12 février 2023 dans les départements des Bouches-du-Rhône, du Var et du Vaucluse, dans le sud de la France et intégré au calendrier UCI ProSeries 2023 en catégorie 2.Pro, il est finalement annulé par la FFC le 18 janvier 2023, notamment en raison de dettes non-réglées,.